# Aleksandyr Ludskanow
Aleksandyr Koczow Ludskanow, bułg Александър Кочов Людсканов (ur. 15 marca 1854 w Wielkim Tyrnowie, zm. 4 marca 1922 w Londynie) – bułgarski polityk, adwokat i dziennikarz, minister handlu i rolnictwa (1901-1902), dwukrotny minister spraw wewnętrznych (1902–1903, 1911–1913), deputowany do Zwyczajnego Zgromadzenia Narodowego 10. (1899-1900), 11. (1901), 12. (1902-1903), 15. (1911-1913), 18. (1919-1920) i 19. (1920-1923) kadencji.

## Życiorys
Po ukończeniu amerykańskiego Robert College w Stambule w 1875 kształcił się na Uniwersytecie Odeskim. Naukę przerwał po wybuchu wojny rosyjsko tureckiej i powrócił do kraju. Służył w sztabie rosyjskiego generała Michaiła Skobielewa, jako tłumacz, wziął udział w bitwach pod Łoweczem i pod Plewną. W latach 1879-1880 pracował w bułgarskim ministerstwie spraw zagranicznych, a także w poselstwie Bułgarii w Stambule. Po przejęciu pełni władzy w 1881 przez księcia Aleksandra Battenberga, Ludskanow wyjechał do Paryża, gdzie w 1884 ukończył studia prawnicze. Po powrocie do Bułgarii pracował jako adwokat i dziennikarz. W 1886 został na krótko aresztowany, jako znany rusofil, a po uwolnieniu wyjechał z kraju. Mieszkał w Stambule, a następnie w Petersburgu. Powrócił do kraju w 1894 i związał się z Partią Postępowo-Liberalną, awansując wkrótce do władz tego ugrupowania. Od 1895 zaangażowany w sprawy macedońskie, brał udział w kongresach Organizacji Macedońskiej (późniejsze WMRO). 
W 1901 objął stanowisko ministra handlu i przemysłu w gabinecie Petko Karawełowa, rok później objął stanowisko ministra spraw wewnętrznych. Na fotel ministerialny powrócił w 1911, reprezentując Partię Demokratyczną w gabinecie Iwana Geszowa. Po zakończeniu I wojny światowej działał w Angielsko-Bułgarskim Sądzie Arbitrażowym w Londynie. Tam też zmarł w marcu 1922.
Był żonaty (żona Nediałka z d. Cankow), miał dwoje dzieci (Radkę i Konstantina).